# مولوی تمیزالدین
مولوی تمیزالدین (انگلیسی: Maulvi Tamizuddin Khan؛ مارس ۱۸۸۹ – ۱۹ اوت ۱۹۶۳) سیاست‌مدار بود. وی از سال ۱۹۴۸ تا ۱۹۵۴ و از سال ۱۹۶۲ تا ۱۹۶۳ رئیس مجلس ملی پاکستان بوده‌است.